# فان أسك فان ويجك
فان أسك فان ويجك (بالإنجليزية: Van Asch Van Wijck)‏ تمثل بقية سلسلة الجبال الوسطى بسورينام والمتصلة بجبال توموك-هوموك على طول الحدود البرازيلية بواسطة جبال آيلرتس دي هان الجنوبية.